# Etbaal II
Etbaal II o també Itto-Baal o Ethobaal va ser un rei fenici de Tir cap al segle viii aC.
No es coneix res del seu regnat, només que l'any 738 aC va pagar un tribut al rei d'Assíria Teglatfalassar III. Aquell mateix any o potser el següent a Etbaal el va succeir Hiram II, que va continuar pagant tribut als assiris.
La llista més completa de reis de Tir la dona l'historiador Flavi Josep, que no en menciona cap entre l'any 773 aC i el regnat d'Etbaal II. per tant és possible que el seu regnat s'hagués iniciat uns quants anys abans d'aquest pagament de tribut a Assíria. Edward Lipiński suggereix que el seu regnat va començar cap a l'any 760 aC.